# Ratovi zvijezda I: Fantomska prijetnja
Ratovi zvijezda I: Fantomska prijetnja (u Hrvatskoj preveden i kao Zvjezdani ratovi – Epizoda I: Fantomska prijetnja; eng. Star Wars Episode I: The Phantom Menace) epski je znanstveno-fantastični film koji je napisao i režirao George Lucas. To je četvrti snimljeni film iz sage Zvjezdanih ratova, ali prvi po kronološkom redu događaja te prvi iz tzv. prequel trilogije serijala. Fantomska prijetnja također je označila povratak Lucasa filmskoj produkciji nakon njegove 22-godišnje redateljske stanke; radi se o njegovom sveukupno četvrtom redateljskom uratku.
Radnja filma prati Jedi viteza Qui-Gon Jinna i njegovog učenika Obija-Wan Kenobija koji prate i štite kraljicu Amidalu tijekom njezinog putovanja s planeta Naboo na planet Coruscant u nadi da će pronaći mirovno rješenje za međugalaktički spor oko uvođenja trgovačkog poreza. U filmu se također upoznajemo i s mladim Anakinom Skywalkerom prije nego što je postao Jedi vitez, a portretiran je kao mladi dječak-rob koji se čini neobično ispunjen snagom Sile; u isto vrijeme vitezi se moraju suprotstaviti tajanstvenom povratku Sitha. 
Lucas je produkciju ovog filma započeo nakon što je zaključio da je tehnologija filmskih vizualnih efekata napredovala do razine onoga što je on želio vidjeti u četvrtom filmu sage. Snimanje filma odvijalo se tijekom 1997. godine (započelo je 26. lipnja 1997.) na raznim lokacijama koje su uključivale filmske studije Leavesden i pustinju u Tunisu. Specijalni efekti u filmu sadržavali su dugačke kompjuterski-generirane sekvence (CGI), a neki likovi i lokacije bile su u potpunosti digitalizirane te nisu postojale u stvarnom svijetu. 
Film je svoju kino distribuciju započeo 19. svibnja 1999. godine, šesnaest godina nakon premijere prethodnog filma iz sage Zvjezdanih ratova - Povratak Jedija (25. svibnja 1983. godine). Početak distribucije filma popraćen je izrazitom medijskom pažnjom i velikim iščekivanjem zbog toga što su prethodni nastavci stvorili milijune obožavatelja diljem svijeta. Unatoč pomiješanim kritikama koje su uglavnom hvalile specijalne efekte i akcijske sekvence, ali izrazito kritizirale scenarij, karakterizaciju likova i glumu, film Fantomska prijetnja ukupno je na svjetskim kino blagajnama utržio 924,3 milijuna dolara čime je postao najgledaniji film iz serijala Zvjezdanih ratova (bez podešavanja inflacije). U veljači 2012. godine u kino distribuciju krenula je 3D verzija filma koja je zaradila dodanih 102,7 milijuna dolara čime je sveukupni box-office rezultat filma prešao jednu milijardu dolara i zauzeo 13. mjesto na listi najgledanijih filmova svih vremena.

## Radnja
Film započinje uvodnom porukom u kojoj se navodi da nemiri potresaju Galaktičku republiku. Kao odgovor na uvođenje poreza određenih trgovačkih puteva, Trgovački savez organizirao je blokadu bojnih brodova oko planeta Naboo. Vrhovni kancelar Finis Valorum šalje dva Jedi viteza - Qui-Gon Jinna i njegovog učenika Obija-Wan Kenobija - na pregovore s potkraljem Trgovačkog saveza Nuteom Gunrayem kako bi se blokada završila.
Međutim, tajni savjetnik Trgovačkog saveza, Darth Sidious (mračni lord Sitha) naređuje potkralju da ubije Jedi vitezove i izvrši invaziju na planet Naboo s vojskom borbenih droida. Dvojica Jedi vitezova uspiju pobjeći ukrcavši se na jedan od poslanih brodova s droidima na Naboo. Tamo Qui-Gon spašava život prognanom Gunganu Jar Jar Binksu koji njega i Obi-Wana odvede u podvodni grad Otoh Gunga gdje Jedi vitezovi neuspješno pokušaju nagovoriti Gunganovce da pomognu Naboou; ipak, Gunganovci svu trojicu puštaju i osiguravaju im transportno sredstvo kojim će doći do glavnog grada Theeda na površini planeta Naboo. Kraljicu Nabooa, Amidalu, uhićuje vojska Saveza, ali ju Jedi vitezovi spašavaju. Kraljica potom bježi s planeta u svom osobnom svemirskom brodu uz Jedi vitezove; međutim, budući je brod oštećen nakon probijanja kroz blokadu koja okružuje planet, prisiljeni su sletiti na planet Tatooine kako bi ga popravili. Qui-Gon skupa s Jar Jarom i droidom R2-D2-om odlazi u Mos Espu kako bi pronašao dućan u kojem bi mogao kupiti novi generator. Njima se pridružuje i kraljica koja se pretvara da je sluškinja Padme, nakon što je potajno zamijenila mjesta sa svojom pravom sluškinjom Sabė prije odlaska s planeta Naboo.
Dok hodaju gradom susretnu devetogodišnjeg dječaka-roba Anakina Skywalkera, nadarenog pilota i inježenjera koji je kreirao svog vlastitog protokolarnog droida C-3PO-a, a koji mu pomaže oko kućanskih poslova. Qui-Gon u njemu osjeti snažnu prisutnost Sile te posumnja da bi on mogao biti "izabrani" (Jedi vitez koji će prema drevnom Jedi proročanstvu donijeti ravnotežu u Sili). Qui-Gon se okladi s Anakinovim vlasnikom, Wattom, oko nadolazeće utrke; ako Anakin pobjedi, bit će oslobođen. Qui-Gon laže Wattu da je brod kojim će se Anakin utrkivati njegov vlastiti. Anakin pobjeđuje na utrci i pridružuje se Qui-Gonu i ostatku ekipe te krene na obuku za Jedi viteza, ali je zbog svega toga prisiljen ostaviti svoju majku Shmi. Uskoro ih napada učenik Darth Sidiousa, Darth Maul, koji je poslan kako bi ponovno uhvatio kraljicu Amidalu.
Nakon što su uspjeli pobjeći od napada, Jedi vitezovi otprate kraljicu na glavni planet Republike, Coruscant kako bi ona zamolila za pomoć svom narodu u Galaktičkom senatu. Qui-Gon za to vrijeme obavještava Jedi vijeće o napadu na njega koji se dogodio na planetu Tatooine te izražava sumnju da je napadač Sith. Qui-Gon također upita vijeće hoće li mu dozvoliti da obučava mladog Anakina kao Jedija, ali vijeće, budući je zabrinuto za dječakovu budućnost koja je obavijena strahom, njegov zahtjev odbija. U međuvremenu senator Palpatine s Nabooa uvjerava kraljicu da u senatu predloži glasanje za nepovjerenje trenutnom vrhovnom kancelaru Valorumu kako bi se izabrao novi, jači kancelar koji će pomoći da konflikt završi. Ona to i učini, ali ju korupcija u Senatu pokoleba pa se skupa s Jedi vitezovima odluči vratiti na Naboo.
Nakon dolaska na planet Naboo, Padme otkriva da je ona prava kraljica. Uspijeva nagovoriti Gungance na savezništvo protiv Trgovačkog saveza. Dok Jar Jar vodi svoj narod u bitku protiv vojske droida, kraljica pokušava uhititi Gunraya u gradu Theed, a Anakin glumi pilota u jednom od borbenih brodova (u kojem se nađe potpuno slučajno) te se pridruži pilotskoj borbi protiv velikog svemirskog broda Saveza koji kontrolira svim droidima. Pokušavajući pronaći način kako napustiti bitku, on slučajno uleti u brod i razori ga iznutra što uzrokuje onesposobljavanje senzora i brodskih mašina, a što kao posljedicu ima potpuno uništenje vojske droida na planetu Naboo. 
U međuvremenu se Obi-Wan i Qui-Gon susretnu s Darthom Maulom i započne njihov duel svjetlosnim mačevima. Unatoč Maulovim nevjerojatnim vještinama, Obi-Wan i Qui-Gon ga prisiljavaju na privremeno povlačenje; međutim Obi-Wan u jednom trenutku zaostane za njima dvojicom nakon što ga Maul baci s platforme, a kada ih sustigne privremena energetska barijera onemogućava ga da im se pridruži u borbi. Suočen samo s Qui-Gonom, Maul mu zabija mač kroz prsa, smrtno ga ranivši. U tom trenutku dolazi Obi-Wan i u sukobu bijesa presiječe Maulov dvostruki svjetlosni mač, a uskoro i njega samog. Na samrti Qui-Gon zamoli Obi-Wana da bude učitelj Anakinu. Palpatine je izabran za novog vrhovnog kancelara Republike, a Gunray je poslan na suđenje za svoje zločine. Obi-Wan postaje pravim Jedi vitezom, a vijeće Jedija prihvaća Anakina kao njegovog učenika. Međutim, Jedijima još uvijek nije jasna iznenadna pojava Sitha pa se oni na Qui-Gonovom sprovodu pitaju je li Darth Maul bio Sith lord ili samo njegov učenik budući se oni uvijek pojavljuju u paru. Na završnoj ceremoniji, Padme donosi dar zahvalnosti i prijateljstva Gunganovcima.

## Glumačka ekipa
- Liam Neeson kao Qui-Gon Jinn: Jedi vitez i mentor Obi-Wana. Kada otkrije Anakina inzistira na tome da se dječaka mora početi trenirati kako bi postao Jedi vitez, unatoč protestima Jedi vijeća. Lucas je u početku za portret ovog lika želio američkog glumca, ali je ulogu dao Neesonu koji je Irac zbog toga što je smatrao da Neeson ima velike vještine i prisutnost te ga opisao kao "glumca viteza na kojeg će se ostali glumci ugledati, koji ima kvalitete i snagu lika kojeg će utjeloviti."[2]

- Ewan McGregor kao Obi-Wan Kenobi: Qui-Gonov mladi Jedi učenik. On poštuje Qui-Gona, ali povremeno ispituje njegove motive. McGregor je za ovu ulogu izabran među pedeset potencijalnih glumaca od kojih su svi morali biti fizički uspoređeni s mladim Alecom Guinnessom, glumcem koji je portretirao starijeg Obi-Wana u prethodnim nastavcima, a sve kako bi njegova mlađa verzija bila što vjerodostojnija. McGregor je tijekom snimanja filma imao i vokalnog trenera koji mu je pomagao dobiti glas što sličniji Guinnessovom, a također je proučavao i Guinnessove glumačke performanse iz njegovih ranijih filmova kao i iz sva tri nastavka originalne trilogije Zvjezdanih ratova.[2]

- Natalie Portman kao kraljica Padme Amidala: kao mlada 14-godišnja kraljica planeta Naboo, Amidala se nada da će svoj planet zaštititi od blokade koju je uzrokovao Trgovački savez. Preko 200 glumica pojavilo se na audiciji za ulogu, a u bilješkama o produkciji istaknuto je: "Uloga je zahtijevala mladu ženu koja može biti uvjerljiva kao vladarica planeta, ali istovremeno biti ranjiva i otvorena." Glumica Portman izabrana je za ulogu isključivo zbog njezinih uloga u filmovima Leon: Profesionalac (1994. godine) i Beautiful Girls (1996. godine) u kojima je impresionirala Lucasa.[2] On je izjavio: "Tražio sam nekoga tko je mlad, snažan (poput princeze Leie), a Natalie je u sebi sadržavala sve to i još više."[2] Samoj glumici serijal Zvjezdanih ratova bio je potpuno nepoznat prije nego što je dobila ulogu,[2] ali je svejedno bila izrazito entuzijastična zbog dobivene uloge kraljice planeta, lika za kojeg je vjerovala da može postati uzor: "Bilo je divno glumiti mladu kraljicu koja posjeduje toliku moć. Mislim da će za sve mlade djevojke biti dobro da vide jaku ženu voljnu poduzeti potrebne korake, a koja je također inteligentna i vođa."[3]

- Jake Lloyd kao Anakin Skywalker: devetogodišnji dječak-rob nevjerojatnih pilotskih vještina koji sanja o tome da jednoga dana postane Jedi vitez. Stotine glumaca pojavili su se na audiciji[2] prije nego što su se producenti odlučili za malog Lloyda za kojeg je Lucas smatrao da jedini zadovoljava sve potrebne kriterije: "dobar glumac, entuzijastičan i vrlo energičan", a producent Rick McCallum je nadodao da je Lloyd bio "inteligentan, nestašan i volio je bilo što mehaničko - baš poput Anakina."[4]

- Ian McDiarmid kao Palpatine/Darth Sidious: senator Nabooa koji naposljetku bude izabran za vrhovnog kancelara Republike. Glumac McDiarmid bio je iznenađen kad mu je Lucas ponudio ulogu Palpatinea 16 godina nakon što je istu odigrao u filmu Povratak Jedija, pogotovo stoga što je mislio da će u novim filmovima taj lik glumiti mlađi glumac.[5]

- Ahmed Best kao Jar Jar Binks: nespretni Gunganovac, prognan iz svog grada kojeg slučajno susretnu Qui-Gon i Obi-Wan. On ih prati u njihovoj pustolovini ostatak filma. Glumac Best dobio je posao nakon što ga je Gurland vidio na plesnoj performansi u San Franciscu[4] i u početku je trebao samo pomoći u digitalnim pokretima, ali kada mu je ponuđeno da posudi glas liku - pristao je. Ušetao je na set obučen u odijelo od pjene i lateksa te sa slušalicama na ušima kako bi ostalim glumcima bilo lakše odraditi njihov posao, a on je kasnije zamijenjen digitalnom verzijom lika.[6] Učestalo je improvizirao pokrete koji Jar Jara portretiraju nespretnim i duhovitim.[4]

- Pernilla August kao Shmi Skywalker: Anakinova majka. Zabrinuta je za budućnost svoga sina i dopušta mu da ode s Jedi vitezovima. Glumica August, veteranka švedske kinematografije izabrana je nakon što je obavila audiciju s Liamom Neesonom premda se pribojavala da neće biti izabrana zbog svog naglaska.[6]

- Ray Park kao Darth Maul: učenik Dartha Sidiousa koji koristi dvostruki svjetlosni mač. Prvak u borilačkim vještinama s iskustvom u gimnastici i mačevanju, Park je originalno zaposlen kako bi bio kaskader,[4] a koordinator kaskadera Nick Gillard snimio je Parka kako bi demonstrirao način na koji je on vizualizirao borbu svjetlosnim mačevima. Lucas i McCallum bili su toliko impresionirani viđenim da su mu odmah ponudili ulogu Maula. Ipak, njegov glas smatrali su previše "piskutavim" pa je Peter Serafinowicz unajmljen kako bi posudio glas liku.[6]

- Anthony Daniels kao glas C-3PO-a: protokolarni droid kojeg je izradio Anakin, a kojem u ovom filmu nedostaje metalni pokrov zbog čega ga R2-D2 proglasi "golim". Lutkar - obučen u odjeću boje sličnoj onoj u pozadini scena kako bi lakše bio izbrisan tijekom post-produkcije - upravljao je kosturskim likom C-3PO-a čija je figura bila postavljena ispred njega, dok je Daniels čitao dijaloge iza kamere.[4][7]

- Kenny Baker kao R2-D2: droid poznat po tome što je spasio brod kraljice Amidale nakon što to niti jednom droidu prije nije uspjelo. Prije nego što je produkcija filma započela, obožavatelji originalne sage napravili su peticiju na internetu da Baker ponovno dobije ulogu R2-a na što je Lucas pristao. Baker je korišten u scenama u kojima se R2 nagne naprijed i natrag, te u scenama u kojima ide lijevo-desno dok su u svim drugim scenama korišteni pravi roboti i digitalne replike.[8]

- Silas Carson kao Nute Gunray: potkralj Trgovačkog saveza koji predvodi invaziju na planet Naboo i pokušava natjerati kraljicu Amidalu da potpiše sporazum kojim će se ta okupacija ozakoniti. Carson u filmu također portretira i tri manja lika: Jedi viteza Ki-Adi-Mundija, senatora Trgovačkog saveza Lotta Doda i nesretnog pilota (uloga zbog kojeg se Carson prvi puta i pojavio na audiciji).[9] Carson je dobio ulogu zbog toga što je drugom glumcu bilo neudobno u kostimima u kojima se pojavljuju likovi iz Trgovačkog saveza - u njima je bilo vruće, pretijesno i bilo je potrebno punih 15 minuta da ih se navuče na sebe. Tajski naglasak kojim lik govori iskorišten je nakon što su Lucas i McCallum poslušali nekoliko verzija naglasaka na različitim jezicima i izabrali način govora kojim će komunicirati Neimodianci.[10]

- Hugh Quarshie kao kapetan Panaka: voditelj sigurnosti kraljice Amidale u palači Theed. Quarshie je prihvatio ulogu zbog toga što ju je smatrao "dobri potezom u karijeri" te zbog produkcije za koju je smatrao da bi mogla biti zabavna.[11]

- Andy Secombe posuđuje glas Wattu: trgovac sa starudijom na planetu Tatooine koji u svom vlasništvu posjeduje Anakina i njegovu majku kao robove. Uz dizajn koji je bio kombinacija nekoliko odbačenih ideja, Wattove ekspresije temeljene su na video montaži Secombea tijekom audicije za posuđivanje glasa, fotografija animacije supervizora Roba Colemana koji je imitirao lik i modelatora Stevea Alpina koji u zrcalo izgovara Wattove dijaloge.[12]

- Lewis MacLeod posuđuje glas Sebulbi: agresivni, podmukli trkač i Anakinov rival. Sebulbin dizajn Lucas je opisao kao "mješavinu pauka, orangutana i ljenivca"[13] uz devino lice i odjeću inspiriranu srednjovjekovnim oklopima.[14]

- Frank Oz kao glas Yode: stoljećima star vođa Jedi vijeća, prestrašen idejom da bi se Anakina trebalo trenirati kao Jedi viteza. Yoda je u većini scena portretiran uz pomoć lutke koju je dizajnirao Nick Dudman, a koja se temeljila na originalnom dizajnu Stuarta Freeborna dok je glumac Oz kontrolirao usta, a ostale dijelove lutkari pomoću daljinskih upravljača.[6] Lucas je organizirao snimanje scena s Yodom kako bi oslobodio Ozov raspored, jer je ovaj u to vrijeme promovirao film In & Out. Kompjuterski digitalizirani lik Yode pojavljuje se u dvije scene kada ga vidimo prikazanog iz daleka, a Warwick Davis glumi ga u sceni u kojoj Obi-Wan postaje Jedi vitez.[15] Lucas je izjavio da je njegova originalna namjera bila da Yoda tijekom cijelog trajanja filma bude u potpunosti digitaliziran, ali pokušaji oko toga nisu uspjeli. U konačnici će uspjeti tek na Blu-ray izdanju filma Fantomska prijetnja kao i u 3D re-izdanju u kojima se pojavljuje "digitalni Yoda", nalik na onog u kasnijim nastavcima.[16]

- Samuel L. Jackson kao Mace Windu: član Jedi vijeća koji se također protivi ideji obučavanja Anakina. Nakon što je glumac Jackson izrazio vlastitu zainteresiranost za nastup u sagi Zvjezdanih ratova, direktor odjela za casting Robin Gurland ponudio mu je ulogu Windua.[4]

- Terence Stamp kao vrhovni kancelar Finis Valorum: trenutni kancelar Republike koji šalje Obi-Wana i Qui-Gona da pokušaju pregovarati s potkraljem Trgovačkog saveza. Lucas je lik opisao kao "dobrog čovjeka koji je napadnut - nešto poput Billa Clintona."[17]

- Brian Blessed posuđuje glas Bossu Nassu: vođa plemena Gunganovaca koji postaje saveznik s Naboom i porazi Trgovački savez. Blessed se prvotno pojavio na audiciji za lik Sio Bibblea, guvernera Nabooa, ali su producenti smatrali njegov glas "preglasnim" za tu ulogu.[18] Direktor odjela za casting Robin Gurland prišao mu je za ulogu Nassa budući je ista bila "veća od života". Blessed je opisao lik Nassa kao "nevoljkog junaka"[18] te je izjavio da mu je bilo zabavno igrati tu ulogu.[19]

- Greg Proops i Scott Capurro kao glasovi Fodea i Beeda, dvoglavih najavljivača Boonta utrke. Oba glumca snimljena su pod šminkom i u plavim odijelima kako bi im se glave kasnije spojile u jedno kompjuterski digitalizirano tijelo. Ekipi za specijalne efekte nisu se svidjeli prvotni rezultati pa su Fodea i Beeda napravili u potpunosti digitaliziranim.[20]

## Produkcija

### Pozadina sage i scenarij
Tijekom procesa pisanja scenarija za originalni film Zvjezdanih ratova (Nova nada), George Lucas je navodno shvatio da je priča koju je osmislio preopširna za samo jedan film pa je tako Nova nada zamišljena da bude uvod u puno veću priču koju će kasnije pokriti eventualni nastavci u slučaju da se prvi film pokaže komercijalno uspješnim. To se u konačnici dogodilo pa je prvi film evoluirao od toga da je bio originalni sve do toga da je tek prvi film u drugoj trilogiji sage. U vrijeme kada je pisao treću verziju scenarija za Novu nadu, Lucas je već potpisao ugovore koji su mu garantirali prava na dva nova filmska nastavka. Do tog trenutka on je također osmislio poprilično opširnu pozadinsku priču kompletne sage koja mu je pomogla tijekom pisanja scenarija. Za vrijeme pisanja scenarija za prvi nastavak, Carstvo uzvraća udarac, Lucas je razmišljao o različitim smjerovima u kojima će priča otići. Pretvorio je zločinca Dartha Vadera u oca junaka Lukea Skywalkera i razvio pozadinsku priču u kojoj je Vader nekada bio Jedi vitez Anakin Skywalker - moćni ratnik kojeg je zavela mračna strana Sile. S tom novom pozadinskom pričom, Lucas je odlučio da će serijal zapravo biti trilogija te Epizodu II preimenovao u danas poznatu Epizodu V. Do vremena kada je snimljen posljednji nastavak originalne trilogije, Povratak Jedija, Vader je postao tragičan lik koji u konačnici nađe put iskupljenja. Međutim, nakon završetka rada na trećem filmu Lucas je izjavio da je "potrošen" i da će uzeti pauzu od drugih planiranih nastavaka sage.
Nakon što je 1987. godine u brakorazvodnoj parnici izgubio većinu svog bogatstva, George Lucas nije imao nikakve želje vratiti se Zvjezdanim ratovima pa je druga trilogija neslužbeno otkazana. Međutim, još otkada je osmislio kompletnu pozadinsku priču, ideja prequel trilogije nastavila ga je fascinirati. Ranih 1990-ih godina prošlog stoljeća, saga Zvjezdanih ratova ponovno je postala popularna zbog stripova koje je izdavala kuća Dark Horse Comic te književne trilogije autora Timothyja Zahna. Vidjevši da još uvijek postoji široki krug obožavatelja originalne trilogije, a uz eksploziju digitalne tehnologije koja je u to vrijeme uzimala maha, George Lucas razmišljao je o povratku režiji. Do 1993. godine u časopisu Variety (između ostalih) najavljeno je da će Lucas raditi novu trilogiju. Započeo je pisati priču u kojoj će Anakin Skywalker, a ne Obi-Wan Kenobi, biti glavni protagonist te da će kompletna trilogija biti zapravo tragičan prikaz podrijetla Darth Vadera. Lucas je također započeo sa slaganjem prve trilogije u originalnu trilogiju - od "popunjavanja" povijesti, pozadinske priče, paralelnih događaja pa sve do početka jedne dugačke priče koja je započela Anakinovim djetinjstvom, a završila njegovom smrću. To je ujedno bio i posljednji korak pomoću kojeg je franšiza pretvorena u "sagu".
George Lucas započeo je pisati novu trilogiju Zvjezdanih ratova dana 1. studenog 1994. godine. Scenarij za Zvjezdane ratove adaptacija je Lucasovog kratkog nacrta od 15 stranica kojeg je napisao još 1976. godine. Ta rana verzija nacrta u početku je trebala pomoći Lucasu da prati razvoj likova i događaje koji su se odvili prije originalne trilogije. U početku je Anakin imao 12 godina, ali Lucas je smanjio broj njegovih godina na devet zbog toga što je osjećao da bi mlađem dječaku puno teže pao oproštaj s njegovom majkom (što se u Fantomskoj prijetnji i događa). U konačnici je to što je smanjio Anakinove godine Lucasa dovelo do promjene završne bitke u kojoj Anakin sudjeluje u manje scena, pokušava shvatiti kako brod funkcionira uz pomoć R2-D2-a, a sve kako bi kompletna bitka izgledala što realnije. Radni naziv filma bio je The Beginning (u slobodnom prijevodu Početak), ali Lucas je kasnije otkrio pravi naslov - Fantomska prijetnja, što je referenca na Palpatinea koji svoj pravi identitet zlog Sith Lorda skriva iza fasade dobronamjernog javnog službenika. Međutim, neki ljudi su interpretirali naslov Fantomska prijetnja kao oznaka Anakina Skywalkera zbog toga što on u konačnici postane Darth Vader; s ovom teorijom mogla bi se povući paralela s četvrtom epizodom Nova nada u kojoj Luke Skywalker predstavlja tu nadu i postaje junak.
Priča je završila s pet različitih radnji koje se odvijaju simultano i od kojih jedna vodi do druge - centralna je bila Palpatineova namjera da postane vrhovni kancelar što dovodi do napada Trgovačkog saveza na planet Naboo, slanja Jedi vitezova da riješe problem, usputnog susretanja Anakina i povratka Sith lordova. Poput originalne trilogije, Lucas je konstruirao Fantomsku prijetnju koja će ilustrirati teme kroz svoju naraciju. Dvoličnost je, stoga, učestalo prisutna - od kraljice Amidale koja se pretvara da je sluškinja, Palpatinea koji "igra" za obje strane u ratu i Obi-Wana koji, iako pomalo pobunjeničkog karaktera, svejedno u konačnici preuzima odgovornost koju mu daje Qui-Gon. Učestala tema je i ravnoteža s Anakinom koji je navodno izabrani koji će vratiti ravnotežu u Sili te utjecaja raznih likova na glavne protagoniste. Lucas je to objasnio: "Anakin je trebao imati majku, Obi-Wan morao je imati učitelja, Darth Sidious trebao je učenika", jer bez interakcije i dijaloga "ne bi bio drame". 

### Pretprodukcija i dizajn
Čak i prije nego što je Lucas započeo s pisanjem scenarija, njegov producentski partner Rick McCallum već je započeo sa svojim pripremama za film. McCallum je izjavio da ga je vlastito iskustvo na radu serijala Kronike mladog Indiane Jonesa dovelo do mnogih odluka oko Fantomske prijetnje poput dugotrajnih ugovora s glumcima i filmskom ekipom, zapošljavanje ljudi koji su netom završili fakultet bez prethodnog radnog iskustva, kreiranje setova uz upotrebu digitalne tehnologije i slično. U travnju 1994. godine, McCallum je počeo tražiti umjetnike, arhitekte te škole za dizajn, a u ljeto iste godine započeo je s istraživanjem lokacija zajedno sa scenografom Gavinom Bocquetom. Ipak, na kraju je posao glavnog scenografa dobio Doug Chiang iz tvrtke Industrial Light & Magic budući je McCallum s njim bio najviše impresioniran.
Nekih tri do četiri mjeseca otkad je Lucas započeo s pisanjem scenarija, Chiang i njegova ekipa dizajnera započeli su dvogodišnji proces pregledavanja tisuća i tisuća dizajna za film. Chiang je izjavio da je Lucas želio da Epizoda I stilski bude različita od ostalih filmova iz sage Zvjezdanih ratova: "Trebala je biti bogatija i više odgovarati određenom vremenskom razdoblju, jer se zapravo radi o povijesti koja vodi do Nove nade." Trima planetima na kojima se odvija radnja filma - neki s različitim okolišem, poput ljudskih i Gunganovskih gradova planeta Naboo i tri različite zgrade na planetu Coruscant - bit će jedinstvenog izgleda s nekim elementima iz stvarnog svijeta osim grada Gunganovaca. Konceptualni crteži Ralpha McQuarrieja iz originalne trilogije poslužili su kao temelj za Mos Espu - na čiji su izgled također utjecali i stari hoteli i zgrade u Tunisu te tržnica, a sve kako bi se razlikovala od Mos Eisleyja iz Nove Nade - i Coruscant, pogotovo dizajn metropole koja je postala temelj izgleda Senata. 
Koordinator kaskadera Nick Gillard regrutiran je kako bi kreirao potpuno novi borbeni stil Jedi vitezova za novu trilogiju. Gillard je uspoređivao borbe svjetlosnim mačevima sa šahom u kojima "svaki potez označava šah". Zbog njihovih oružja kratkog dometa, Gillardi je teoretizirao da Jedi vitezovi moraju razviti borbeni stil koji dolazi iz svih ostalih mačevalačkih stilova poput kenda i ostalih Kenđucu stilova te drugih tehnika poput teniskog udaranja ili sječe stabala. Dok je trenirao s Liamom Neesonom i Ewanom McGregorom, Gillard bi napisao sekvencu bitke dugačku otprilike 60-ak sekundi. Lucas je kasnije za Jedije rekao da su oni zapravo "pregovarači", a ne pravi ratnici s visokom stopom ubojstava. Bitka prsa o prsa izabrana je stoga što se Jedijima željela dati veća duhovna i intelektualna uloga. Budući da je Gillard smatrao da skokovi glumaca i kaskadera uz pomoć žice koja ih drži nisu izgledali vjerodostojno, umjesto žica korišteni su ogromni zračni propereli koji su otpuhivali glumce kada je to bilo potrebno.

### Snimanje
Snimanje filma započelo je 26. lipnja 1997. godine, a završilo 30. rujna iste godine. Uglavnom se snimalo u filmskim studijima Leavesden u Engleskoj. Nakon što je jedan drugi britanski studio - Elstree - korišten za snimanje originalne trilogije, sada se iznajmio studio Leavesden i to na dvije i pol godine kako bi se produkcijska kompanija mogla vratiti nakon završetka snimanja na još uvijek postojeće setove. Druga engleska lokacija na kojoj se snimalo bio je Cassiobury Park u Watfodu gdje su snimane scene u šumi na planetu Naboo. Dodatne scene snimane su u kolovozu 1998. godine te u veljači 1999. godine nakon što je Lucas prvu verziju filma pokazao svojim prijateljima i kolegama u svibnju 1998. godine. Većinu akcijskih i kaskaderskih scena snimila je druga filmska ekipa Rogera Christiana. 
Pustinja u Tunisu ponovno je upotrebljena za snimanje scena čija se radnja odvija na planetu Tatooine, a naselje Mos Espa izgrađeno je u samoj pustinji u blizini grada Tozeura. U noći prije trećeg dana snimanja u Tozeuru pješčana oluja uništila je gotovo kompletan set i rekvizite. Uz brzu reorganizaciju i popravke, produkcijski tim ipak je uspio otići iz Tunisa točno na dan kada je to originalno i planirano. Talijanska palača Caserta "odglumila" je interijere palače u gradu Theed na planetu Naboo. Tamo se snimalo četiri dana nakon što je palača zatvorena za posjete. Scene s eksplozijama snimane su u studiju Leavesden.
Fantomska prijetnja postat će posljednji film iz sage Zvjezdanih ratova koji će biti snimljen na 35mm vrpci. Neke scene, pogotovo elementi koje je snimila ekipa za specijalne efekte, snimljeni su na digitalne video vrpce u visokoj razlučivosti kao test kojim će se vidjeti kakvu će kvalitetu imati digitalna snimka budući su i Lucas i McCallum upravo digitalno snimanje filmova smatrali budućnošću. Svi kasniji filmovi bit će snimani video kamerama Sony CineAlta u visokoj razlučivosti.
Montaža filma trajala je dvije godine, a glavni montažer bio je Paul Martin Smith koji je cijeli proces započeo još u Engleskoj i fokusirao se uglavnom na scene dijaloga dok je Ben Burtt (čovjek, između ostalog, odgovoran za montažu zvuka) radio na akcijskim sekvencama pod strogim Lucasovim nadzorom.

### Glazba
Kao i na prethodnim filmovima iz sage Zvjezdanih ratova, glazbu za Fantomsku prijetnju skladao je i dirigirao John Williams. Na skladanju glazbe započeo je raditi u listopadu 1998. godine, a snimanje uz pomoć londonskog simfonijskog orkestra i zbora započeo je 10. veljače 1999. godine. Williams je za ovaj film odlučio malo više koristiti elektroničke instrumente poput sintesajzera kako bi povećao zvuk, a zborske glasove odlučio je koristiti kako bi "obuhvatio magičnu, mističnu silu koju normalni orkestar možda ne bi mogao snimiti" te kako bi dobio drugačiju atmosferu "koja je tajanstvenija i mističnija, a manje vojna" od originalne trilogije. Jedna od najpoznatijih skladbi iz filma svakako je Duel of the Fates koja je čak dobila i vlastiti glazbeni spot, a koja - uz, naravno, instrumente - sadržava i zbor koji cijeloj skladbi daje religiozni osjećaj u kontrastu s epskom bitkom svjetlosnim mačevima. Tijekom pisanja skladbe za Anakina, Williams je u njoj pokušao istovremeno reflektirati njegovo djetinjstvo, ali i predosjećaj transformacije u Dartha Vadera pa se u jako malom segmentu mogu čuti isječci iz skladbe The Imperial March.
Službeni soundtrack filma izdala je kuća Sony Classical Records 4. svibnja 1999. godine. Ovaj je glazbeni album strukturiran na način da je kompozitor želio da slušatelj doživi pravo iskustvo slušanja glazbe bez obzira na film; upravo zbog toga redoslijed skladbi na soundtracku ne odgovara redoslijedu skladbi u filmu. Dvostruko "Ultimativno izdanje" objavljeno je 14. studenog 2000. godine, a sadržava kompletnu glazbenu pozadinu cijelog filma. 

## Povijesne i kulturološke aluzije
Poput prethodnih filmova iz sage Zvjezdanih ratova, Fantomska prijetnja također u sebi sadržava reference na povijesne događaje i filmove iz mladosti redatelja Georgea Lucasa. Filmovi iz sage Zvjezdanih ratova tipično miješaju nekoliko izabranih koncepata iz različitih mitologija.
Jedi vitezovi prakticiraju Zen meditaciju i borilačke vještine, kao što su to radili drevni japanski ratnici Samuraji. Ime "Qui-Gon" prilagođeno je terminu Quigong koji se odnosi na kinesku disciplinu koja sadržava meditaciju i kultivirajući oblik vitalne energije zvan "Chi" ili "Qi" za iscjeljenje, zdravlje i bitku. Riječi Ch'i (kineski), ki (japanski) i indijski izraz "Prana" svi označavaju reference na energiju za koju se smatra da postoji u svim živim bićima iz izvora moći što označava "Način" ili "Tao" u kineskoj filozofiji. U Taoističkoj filozofiji iz "Načina" rađaju se dva oprečna, ali komplementarna aspekta stvarnosti ili prirode, jin i jang. Za razliku od kineske filozofije u kojoj jin i jang predstavljaju moralne kvalitete, drevna perzijska filozofija Zurvanizma uči da su dvoličnost tamne i svijetle strane zaključane u vječnoj bitci dok istovremeno predstavljaju dvije strane iste "Snage", snagu samog vremena (Zurvan). Ovi elementi primarno potiču iz istočnih i iranskih religija i mitova.
U filmu Fantomska prijetnja također postoje mnoge reference na kršćansku mitologiju poput pojavljivanja lika Dartha Maula čiji fizički dizajn uvelike podsjeća na tradicionalan opis kršćanskog zla, uključujući njegovu crvenu kožu i rogove. Svi filmovi iz sage Zvjezdanih ratova sadržavaju slične religiozne reference uključujući i lik Anakina Skywalkera, "izabranog" koji je potekao iz djevičanskog začeća, a koji je primamljen mračnom stranom - Stihom. Njegov pad naizgled ga onemogućava od ispunjenja njegove sudbine "izabranog" - onog koji će donijeti ravnotežu u Sili. Inspiracija za priču o "djevičanskom začeću" paralelna je s konceptom kojeg je razvio Joseph Campbell u svom radu The Hero with a Thousand Faces, istom radu koji je uvelike utjecao na redatelja Lucasa tijekom njegovog pisanja originalne trilogije Zvjezdanih ratova.
Japanski filmovi poput filma Skrivena utvrda redatelja Akire Kurosawe bili su inspiracija za prva tri nastavka sage, a stručnjaci su istaknuli da je i u Fantomskoj prijetnji vidljiv snažan utjecaj japanske kulture. Filmski povjesničari Geoff King i Tanya Krzywinska ističu: "Kostimografija i maska pomiješani su s gotičkim i orijentalnim elementima preko svega što izgleda futuristički. Gotika je najjače prisutna na rogovima Dartha Maula te njegovoj crveno-crnoj maski koja je svoju inspiraciju pronašla u opisima japanskih demona." King i Krzywinska nadalje ističu da "Qui-Gonov repić i Obi-Wannova pozicija kao njegovog učenika učvršćuju tezu o samurajskoj tradiciji." U konačnici ističu: "Amidala, u skladu sa svojim statusom i likom, ima nekoliko izrazito formalnih dijelova odjeće... uz frizuru postavljenu u zavoj koji uokviruje japanski način šminke."

## Distribucija
Kino distribucija prvog filma iz sage Zvjezdanih ratova nakon 16 godina bila je popraćena velikom pažnjom medija. Tek nekoliko drugih filmskih studija su u istom tjednu kada je Fantomska prijetnja kretala u kina otvorili svoje filmove; među njima su bili DreamWorks i Universal Studios koji su u kino distribuciju pustili filmove The Love Letter (21. svibnja) i Ja u ljubav vjerujem (28. svibnja). Prvi je rezultirao box-office flopom, dok je Ja u ljubav vjerujem postao hit i u stopu pratio Fantomsku prijetnju na drugom mjestu kino gledanosti. Tvrtka koja se bavi konzultacijama, Challenger, Gray & Christmas iz Chicaga procijenila je da se otprilike 2,2 milijuna zaposlenih Amerikanaca nije pojavilo na svom poslu kako bi otišli gledati film, što je u konačnici rezultiralo gubitkom od 293 milijuna dolara u samoj produktivnosti tih kompanija. Prema članku objavljenom u Wall Street Journalu, toliko je zaposlenika najavilo svoje planove da želi gledati premijeru filma da su mnoge kompanije prvog dana kino distribucije jednostavno prestale s radom. Već mjesec dana prije početka prodaje kinoulaznica započeli su se stvarati redovi ispred kinodvorana.
Gužva je postala još veća nakon što je objavljeno da kinima nije dopušteno prodavati kinoulaznice sve do dva tjedna prije početka distribucije. Do te odluke se došlo zbog straha da će obitelji ostati bez karata ili biti prisiljene plaćati veću cijenu. Kinoulaznice su se, stoga, prodavale tradicionalnim načinom - tko prvi dođe, taj prvi kupi. Međutim, nakon sastanka s Nacionalnom udrugom kinoprikazivača, tvrtka Lucasfilm pristala je na pretprodaju kinoulaznica od 12. svibnja 1999. godine uz ograničenje da jedna osoba može kupiti najviše dvanaest kinoulaznica. Rezultat toga bio je da su neke ulaznice kupljene unaprijed kasnije preprodavane po cijeni od 100 dolara, što je šef distribucije kompanije Fox nazvao "užasnim" izjavivši da je upravo to bila stvar koju su željeli izbjeći. Časopis Daily Variety istaknuo je da su vlasnici kina dobili striktne upute od tvrtke Lucasfilm da film Fantomska prijetnja mora igrati isključivo u najvećim dvoranama svakog pojedinačnog kina (dvorane s najvećim kapacitetom sjedala) u prvih 8 do 12 tjedana prikazivanja; u prvih osam tjedana nitko nije smio u niti jednu dvoranu ući besplatno, a kino prikazivači distributeru 20th Century Foxu morali su striktno uplaćivati postotak od kinoulaznica svakih sedam dana.
Unatoč brizi hoće li film biti završen na vrijeme, dva tjedna prije početka kino distribucije tvrtka Lucasfilm pomaknula je datum početka kino distribucije s 21. svibnja na 19. svibnja 1999. godine. Na konvenciji ShoWest, Lucas je izjavio da je do promjene došlo kako bi se obožavateljima dala "prednost" tako da film mogu pogledati preko tjedna, a da onda obitelji mogu pogledati film tijekom vikenda. Predvidjevši budućnost u kojoj će filmove konvertirati u digitalni format, Lucas je izjavio da će film biti prikazan na četiri digitalna projektora 18. lipnja 1999. godine. Dana 16. svibnja organizirano je čak jedanaest premijera u humanitarne svrhe diljem SAD-a; zarada s premijere u Los Angelesu donirana je pedijatrijskoj organizaciji Elizabeth Glaser za borbu protiv side, a korporativni paketi koštali su od 5 do 25 tisuća dolara. Ostale premijere u humanitarne svrhe održane su u Dallasu, New Yorku, Philadelphiji i Washingtonu. Cijena kinoulaznice iznosila je čak do 500 dolara, a određeni dijelovi gledališta bili su namijenjeni djeci s invaliditetom.

### Promocija
Tvrtka Lucasfilm potrošila je 20 milijuna dolara u marketinšku kampanju filma. Kompanija je također potpisala ekskluzivne ugovore s tvrtkama Hasbro, Lego, Tricon Global Restaurants i PepsiCo. Tvrtka Lucasfilm također je pomogla obožavateljima Zvjezdanih ratova u organizaciji događaja nazvanog Star Wars Celebration koji se održao u Denveru (država Colorado) u razdoblju od 30. travnja do 2. svibnja 1999. godine.
Prva kino najava za film prikazana je u odabranim kinima prije animiranog hita Život buba od 17. studenog 1998. godine, a odmah su se proširile glasine da ljudi kupuju kinoulaznice za film isključivo kako bi vidjeli najavu Fantomske prijetnje. Druga kino najava objavljena je 12. ožujka 1999. godine prije filma Wing Commander. I u ovom slučaju mnogo obožavatelja Zvjezdanih ratova platili su punu cijenu kinoulaznice samo kako bi vidjeli novu kino najavu za film. Istoga dana na Internet je procurila verzija najave, a službena kino najava objavljena je sljedećeg dana na službenoj stranici filma nakon čega su vrlo brzo pali serveri zbog učestalosti posjete na stranici. Kino najava prouzrokovala je ogromnu medijsku pozornost ne samo zbog svoje premijere u kinima, već i zbog toga što je prikazana na konvenciji ShoWest u Las Vegasu te se također emitirala u sklopu emisija Entertainment Tonight i Access Hollywood.
Prvi plakat na kojem se vidio Anakin sa svojom sjenom u obliku siluete Dartha Vadera objavljen je 10. studenog 1998. godine. Nakon što je Lucas izabrao nacrt kino postera, Drew Struzan - umjetnik odgovoran za sve postere na posebnim izdanjima filmova - trebao je napraviti njegovu ilustraciju, a sam poster službeno je objavljen 11. ožujka 1999. godine. Prema ugovoru, tvrtka Lucasfilm je odredila da Struzanova ilustracija može biti jedina verzija plakata koju ostali distributeri u svijetu mogu koristiti i da osim teksta (naslova filma) na njemu ništa drugo ne smije biti izmijenjeno.
Uz film izdane su i mnoge adaptacije poput videoigre tvrtke LucasArts za PlayStation i PC, bilijara, stripa u četiri dijela kojeg je izdao Dark Horse Comics te novele za djecu u izdanju Scholastica. Autor službene knjige koja je napisana prema filmu je Terry Brooks koji se našao s Lucasom prije početka pisanja i dobio njegovo odobrenje, uključujući i nešto informacija o onome što će se dogoditi u sljedeće dvije epizode sage. Brooks je također napisao i tri poglavlja jedinstvenog materijala.
Za 3D verziju filma koja je u kina došla 2012. godine, General Mills i Nestlé bili su promotivni partneri u Sjevernoj Americi, ali sama promocija je bila ograničena. Puno veći oblik promocije dogodio se u Japanu s tvrtkama 7-Eleven, Domino's Pizza, Pepsi i Gari-Gari Kun. Kellogg je promovirao film u međunarodnoj distribuciji, a francuski restoran Quick pustio je u prodaju tri posebna Star Wars burgera.

### Izdanja za kućno kino
Film Fantomska prijetnja izdan je na VHS-u između 3. i 8. travnja 2000. godine. U Sjevernoj Americi film je izdan 4. travnja u dvije različite verzije - standardnoj i kolekcionarskom izdanju. U prva dva dana standardna verzija prodana je u 4,5 milijuna primjeraka, dok je kolekcionarsko izdanje prodano u 500 tisuća primjeraka. Kasnije je Fantomska prijetnja postala prvi nastavak kompletne sage koji će biti izdan na DVD-u, dana 16. listopada 2001. godine. Na DVD verziji filma neke su scene i određeni elementi nanovo montirani i insertirani od strane Georgea Lucasa zbog čega se ta verzija pomalo razlikuje od one prikazane u kinima. Među posebnim dodacima na DVD izdanju nalazi se i sedam izbačenih scena, audio komentar redatelja, producenta Ricka McCalluma i ostatka filmske ekipe te nekoliko dokumentarnih priloga uključujući i dugometražni dokumentarac naziva "The Beginning: Making Episode I". DVD izdanje Fantomske prijetnje oborilo je rekord u najbržoj prodaji u SAD-u - u roku od tjedan dana prodano je 2,2 milijuna DVD-ova filma. DVD verzija je ponovno izdana kao dio prequel trilogije dana 4. studenog 2008. LaserDisc verzija filma izdana je u Japanu, nekoliko mjeseci prije nego što je DVD filma postao dostupan u SAD-u. Filmovi iz sage Zvjezdanih ratova objavljeni su na Blu-rayu dana 16. rujna 2011. godine, a na Fantomskoj prijetnji tom je prilikom napravljena restauracija kako bi se poboljšala slika i uklonila magnifikacija prisutna na prethodnim DVD izdanjima. Na Blu-ray izdanju Fantomske prijetnje lutka lika Yode u potpunosti je zamijenjena njegovom digitalnom verzijom kako bi odgovarala ostalim epizodama u prequel trilogiji.

### 3D verzija
Dana 28. rujna 2010. godine službeno je najavljeno da će se svih šest filmova iz sage Zvjezdanih ratova konvertirati u 3D verzije. U kina su trebali biti pušteni po kronološkom redu radnje epizode, počevši s Fantomskom prijetnjom koja je s 3D kino distribucijom krenula u veljači 2012. godine. Konverziju u 3D nadzirala je tvrtka Industrial Light & Magic, a producirala tvrtka Prime Focus. Kino distribucija 3D verzija filmova Zvjezdani ratovi - Epizoda II: Klonovi napadaju i Zvjezdani ratovi - Epizoda III: Osveta Sitha odgođena je nakon što je kompanija odlučila fokusirati se na nedavno objavljenu vijest o snimanju sedme epizode sage koju će režirati J. J. Abrams.
Redatelj George Lucas izjavio je da je 3D konverzija bila "jednostavna konverzija" filmova objavljenih na Blu-ray izdanjima 2011. godine i da nikakvi dodatni zahvati nisu rađeni. Jedina potvrđena izmjena bila je ona na Anakinovom magnetskom štapu u sceni utrke čiji je vrh bio izoštren kako bi se 2D fotografija što bolje uklopila u 3D verziju.

## Priznanja

### Kritike
U vrijeme originalne kino distribucije, film Fantomska prijetnja dobio je uglavnom pomiješane kritike. Na popularnoj internetskoj stranici Rotten Tomatoes film ima 57% pozitivnih kritika uz prosječnu ocjenu 5,8/10 temeljenu na 186 zaprimljenih kritika. Na drugoj internetskoj stranici koja skuplja filmske kritike, Metacritic, film ima prosječnu ocjenu 51/100 temeljenu na 36 zaprimljenih tekstova. Na obje web stranice to je najslabije ocijenjen film iz sage Zvjezdanih ratova. Što se samih kritika tiče one su prvenstveno bile usmjerene na scenarij, pogotovo na lik Jar Jar Binksa kojeg su mnogi stariji obožavatelji Zvjezdanih ratova nazvali čistim oportunizmom - prilikom da se na njemu zaradi, ali da se od njega zapravo ne stvori ozbiljan filmski lik. Kenneth Turan iz Los Angeles Timesa opisao je Binksa kao "veliki promašaj, humoristični lik koji iskreno uopće nije humorističan." George Lucas kritizirao je američke medije za koje je smatrao da su za potrebe svojih tekstova i članaka o filmu koristili mišljenje obožavatelja preko raznih internetskih portala. Godine 2002., netom prije nego što će u kina doći film Klonovi napadaju, glumac Ewan McGregor rekao je da je Fantomskoj prijetnji nedostajalo nešto "humora i boje" za razliku od nadolazeće dvije epizode. Osjećao je da se, kao rezultat ogromne težine koju film kojim započinje radnja cijele jedne sage ima na sebi, film mogao doimati pomalo "jednodimenzionalnim". Jedan kritičar je napisao: "Možda je apsolutna kreativna sloboda koju je redatelj George Lucas imao - bez mogućnosti uplitanja producenata i glumaca - put ka mračnoj strani."
U suprotnosti s tim mišljenjem, Roger Ebert iz Chicago Sun Timesa dao je filmu tri i pol od četiri zvjezdice, nazvavši ga "fenomenalnim postignućem maštovitog filmskog stvaralaštva" te istaknuo da "Lucas priča dobru priču". Ebert je također komentirao da je sasvim u redu što likovi nisu toliko zanimljivi budući ih tek upoznajemo, a hipotetski je izazvao ostale filmaše/kritičare da "mi daju transparentne podvodne gradove i ogromne šuplje senatorske sfere svaki dan." Owen Gleiberman iz časopisa Entertainment Weekly dao je filmu četvorku, a posebno je hvalio glumu Liama Neesona te akcijske sekvence. Međutim, u jednoj drugoj kritici za taj isti časopis, kritičar Marc Bernardin dao je filmu ocjenu -3 nazvavši ga "užasno napisanim i infantilnim."
Susan Wloszczyna iz USA Today smatrala je da je "film dobar", a posebno je hvalila likove Dartha Maula i Watta. David Cornelius s internetskog portala efilmcritic.com istaknuo je da dobri dijelovi filma "ruše sve one loše dijelove". Colin Kennedy iz magazina Empire napisao je da unatoč problemima s ritmom i scenarijem "svejedno u filmu postoji dosta prostora za užitak dok gledamo naše omiljene Jedi vitezove u akciji", a posebno je hvalio specijalne efekte i glumu Liama Neesona te smatrao duel između Dartha Maula i Jedi vitezova "apsolutno najboljom borbom svjetlosnim mačevima kompletne sage".
Magazin Empire je Fantomsku prijetnju postavio na svoju listu "500 najboljih filmova svih vremena", dok je Entertainment Weekly stavio film na svoju listu "jednog od 25 najgorih filmskih nastavaka ikad snimljenih". Comcast ga je također prozvao "jednim od najgorih filmskih nastavaka ikad". James Berardinelli kasnije će istaknuti: "Fantomska prijetnja bila je vjerojatno jedan od najiščekivanijih filmova posljednjeg desetljeća (možda i duže) pa je njezina reputacija patila kao rezultat nemogućnosti zadovoljenja nerazumnih očekivanja." William Arnold iz Seattle Post-Intelligencer složio se da je cijela medijska strka oko filma uzrokovala uglavnom negativne reakcije istaknuvši: "Izgradila su se tolika očekivanja koja je naprosto bilo nemoguće dostići." Međutim, on je također smatrao da je film "dobro snimljen i zabavan" i vjerovao je da se radi o puno kvalitetnijem uratku od običnih blockbustera koji su te godine također bili u kino distribuciji - prvenstveno Mumija i Matrix.
U filmu Fantomska prijetnja prvi puta se spominju midiklorini (mikroskopski organizmi koji posreduju prilikom upotrebe Sile) koji su među obožavateljima sage stvorili određene kontroverze. Oni koji su bili protiv njih shvatili su ih kao koncept koji negira spiritualnu kvalitetu Sile, premda sam film svejedno prikazuje Silu kao misterioznu koja koristi midiklorine kao vezu kojom može komunicirati sa živim bićima. Filmski povjesničar Daniel Dinello ističe: "Iako su fanatici Zvjezdanih ratova smatrali da su Silu reducirali na viralnu infekciju, midiklorini nam daju biološko objašnjenje, vezu između fizičkih tijela i duhovne energije."

### Box-office rezultati
Unatoč pomiješanim kritikama, film Fantomska prijetnja bio je veliki komercijalni uspjeh srušivši veliki broj dotadašnjih box-office rekorda. Srušio je rekord kojeg je do tada držao film Jurski par: Izgubljeni svijet kao film koji je imao najbolje kino otvaranje u jednom danu - 28 milijuna dolara (kasnije će taj rekord srušiti prvi nastavak Harryja Pottera); najbrže je prešao magičnu brojku od 100 milijuna dolara kino zarade - u pet dana (kasnije će taj rekord srušiti film Spider-Man iz 2002. godine). Također je postao prvi film koji je najbrže prešao zaradu od 200 i 300 milijuna dolara, prešavši dotadašnje rekordere Dan nezavisnosti i Titanic. Film Fantomska prijetnja bio je uvjerljivo najgledaniji film 1999. godine; sa zaradom od ukupno 431,088,295 dolara u Sjevernoj Americi te 493,229,263 dolara u ostatku svijeta sveukupna kino zarada Fantomske prijetnje iznosila je 924,317,558 dolara. U to vrijeme film se nalazio na trećem mjestu liste najgledanijih filmova svih vremena u domaćim kinima (nakon filmova Titanic i Zvjezdani ratovi - Epizoda IV: Nova nada) te na drugom mjestu liste najgledanijih filmova svih vremena u svijetu (nakon filma Titanic) kada se gleda lista bez dodatka inflacije. Međutim, kada bi se inflacija dodala, film bi se našao na devetnaestom mjestu u domaćim kinima.
Nakon što je u kina puštena 3D verzija filma 2012. godine, sveukupna kino zarada filma prešla je milijardu dolara. Premda je film tijekom godina izgubio svoju visoku poziciju na listi najgledanijih filmova svih vremena, 3D verzija vratila ga je na top 10 ukupne svjetske kino zarade barem na nekoliko mjeseci (trenutno se nalazi na 12. mjestu). U Sjevernoj Americi preuzeo je titulu najgledanijeg filma iz sage Zvjezdanih ratova četvrtoj epizodi Nova nada i postao financijski najuspješniji film (kada se ne gleda inflacija cijena kinoulaznica), a trenutno se nalazi na petom mjestu najgledanijih filmova svih vremena u domaćim kinima. Također, kada bi se gledala lista najgledanijih filmova po inflaciji cijena kinoulaznica, film Fantomska prijetnja nalazio bi se na šesnaestom mjestu (jednom mjestu iza šest epizode sage - Povratak Jedija). 3D verzija filma koja je s kino distribucijom započela u veljači 2012. godine zaradila je dodatnih 43 milijuna dolara u svijetu u prvom vikendu prikazivanja (od toga je 22,5 milijuna dolara film zaradio u Sjevernoj Americi). Do danas je 3D verzija filma sveukupno utržila 102,727,119 dolara u svjetskim kinima (uključujući i 43,5 milijuna na domaćem tržištu) pa sveukupna kino zarada Fantomske prijetnje danas iznosi 474,5 milijuna dolara u domaćim kinima odnosno 552,5 milijuna dolara u svjetskim kinima. Dana 22. veljače 2012. godine film je službeno prešao magičnu brojku od milijardu dolara kino zarade i tako postao prvi film iz sage Zvjezdanih ratova kojem je to uspjelo te jedanaesti film sveukupno u povijesti (kada se ne gleda inflacija cijena kinoulaznica). Trenutna box-office zarada filma Fantomska prijetnja iznosi 1,027,044,677 dolara.

### Nagrade i nominacije
Film Fantomska prijetnja bio je nominiran u tri kategorije za prestižnu filmsku nagradu Oscar: najbolji zvuk, najbolja montaža zvuka i najbolji specijalni efekti; sve tri kategorije izgubio je od filma Matrix. Za usporedbu, film je dobio čak sedam nominacija za nagradu Zlatna malina: najgori film, najgori redatelj, najgori scenarij, najgori sporedni glumac (Jake Lloyd kao Anakin), najgora sporedna glumica (Sofia Coppola kao Sache), najgori filmski par (Jake Lloyd i Natalie Portman), a "osvojio" je nagradu za najgoreg sporednog glumca - Ahmed Best kao Jar Jar Binks. Film je također osvojio nagradu Saturn za najbolju kostimografiju i najbolje specijalne efekte, MTV filmsku nagradu za najbolju akcijsku scenu te Young Artist Award za performansu Jakea Lloyda. Od ostalih nominacija svakako treba izdvojiti onu u kategoriji najboljih specijalnih efekata i najboljeg zvuka za britansku nagradu BAFTA te nagradu Grammy za najbolji filmski soundtrack. Magazin Empire postavio je Fantomsku prijetnju na 449. mjesto na svojoj listi 500 najboljih filmova svih vremena.